# Trophée Stafford-Smythe
Pour les articles homonymes, voir Smythe.
Le trophée Stafford-Smythe est remis chaque année au meilleur joueur de la coupe Memorial de la Ligue canadienne de hockey. Le trophée honore l'ancien dirigeant de hockey sur glace Stafford Smythe.

## Vainqueurs
Le trophée est décerné chaque année depuis 1972 à l'exception des années 2020 et 2021.
| Saison | Récipiendaire      | Équipe                         | Ligue |
| ------ | ------------------ | ------------------------------ | ----- |
| 1972   | Richard Brodeur    | Royals de Cornwall             | LHJMQ |
| 1973   | Mark Howe          | Marlboros de Toronto           | LHO   |
| 1974   | Greg Joly          | Pats de Regina                 | LHOu  |
| 1975   | Barry Smith        | Bruins de New Westminster      | LHOu  |
| 1976   | Dale McCourt       | Fincups de Hamilton            | LHO   |
| 1977   | Barry Beck         | Bruins de New Westminster      | LHOu  |
| 1978   | Stan Smyl          | Bruins de New Westminster      | LHOu  |
| 1979   | Bart Hunter        | Wheat Kings de Brandon         | LHOu  |
| 1980   | Dave Ezard         | Royals de Cornwall             | LHJMQ |
| 1981   | Dale Hawerchuk     | Royals de Cornwall             | LHJMQ |
| 1982   | Sean McKenna       | Castors de Sherbrooke          | LHJMQ |
| 1983   | Alfie Turcotte     | Winter Hawks de Portland       | LHOu  |
| 1984   | Adam Creighton     | 67 d'Ottawa                    | LHO   |
| 1985   | Dan Hodgson        | Raiders de Prince Albert       | LHOu  |
| 1986   | Steve Chiasson     | Platers de Guelph              | LHO   |
| 1987   | Wayne McBean       | Tigers de Medicine Hat         | LHOu  |
| 1988   | Rob DiMaio         | Tigers de Medicine Hat         | LHOu  |
| 1989   | Dan Lambert        | Broncos de Swift Current       | LHOu  |
| 1990   | Iain Fraser        | Generals d'Oshawa              | LHO   |
| 1991   | Pat Falloon        | Chiefs de Spokane              | LHOu  |
| 1992   | Scott Niedermayer  | Blazers de Kamloops            | LHOu  |
| 1993   | Ralph Intranuovo   | Greyhounds de Sault Ste. Marie | LHO   |
| 1994   | Darcy Tucker       | Blazers de Kamloops            | LHOu  |
| 1995   | Shane Doan         | Blazers de Kamloops            | LHOu  |
| 1996   | Cameron Mann       | Petes de Peterborough          | LHO   |
| 1997   | Christian Dubé     | Olympiques de Hull             | LHJMQ |
| 1998   | Chris Madden       | Storm de Guelph                | LHO   |
| 1999   | Nick Boynton       | 67 d'Ottawa                    | LHO   |
| 2000   | Brad Richards      | Océanic de Rimouski            | LHJMQ |
| 2001   | Kyle Wanvig        | Rebels de Red Deer             | LHOu  |
| 2002   | Danny Groulx       | Tigres de Victoriaville        | LHJMQ |
| 2003   | Derek Roy          | Rangers de Kitchener           | LHO   |
| 2004   | Kelly Guard        | Rockets de Kelowna             | LHOu  |
| 2005   | Corey Perry        | Knights de London              | LHO   |
| 2006   | Aleksandr Radoulov | Remparts de Québec             | LHJMQ |
| 2007   | Milan Lucic        | Giants de Vancouver            | LHOu  |
| 2008   | Dustin Tokarski    | Chiefs de Spokane              | LHOu  |
| 2009   | Taylor Hall        | Spitfires de Windsor           | LHO   |
| 2010   | Taylor Hall        | Spitfires de Windsor           | LHO   |
| 2011   | Jonathan Huberdeau | Sea Dogs de Saint-Jean         | LHJMQ |
| 2012   | Michael Chaput     | Cataractes de Shawinigan       | LHJMQ |
| 2013   | Nathan MacKinnon   | Mooseheads d'Halifax           | LHJMQ |
| 2014   | Edgars Kulda       | Oil Kings d'Edmonton           | LHOu  |
| 2015   | Leon Draisaitl     | Rockets de Kelowna             | LHOu  |
| 2016   | Mitchell Marner    | Knights de London              | LHO   |
| 2017   | Dylan Strome       | Otters d'Érié                  | LHO   |
| 2018   | Sam Steel          | Pats de Regina                 | LHOu  |
| 2019   | Joël Teasdale      | Huskies de Rouyn-Noranda       | LHJMQ |
| 2022   | William Dufour     | Sea Dogs de Saint-Jean         | LHJMQ |
| 2023   | James Malatesta    | Remparts de Québec             | LHJMQ |
| 2024   | Owen Beck          | Spirit de Saginaw              | LHO   |